# المشموم
المشموم  أو الاسم الكامل هو المشموم إلي شميتو نوع من الحلويات الجزائرية، مصنوعة من عجينة اللوز، مزينة بحبات الصنوبر والفستق لتشكيل زهرة ويزين قاعدته اختياريًا بالقليل من عجينة السكر.

## علم أصول الكلمات
في اللهجة الجزائرية، "المشموم إلي شميتو" يعني الذي شممت رائحته. وكما أن الحلوى على شكل زهرة، يمكن للمتذوق أن يشتم رائحتها قبل تناولها.

## تحضير
القاعدة الأساسية لهذه الحلوى هي عجينة اللوز المكونة من اللوز المطحون ناعماً والمخلوط مع السكر الناعم، ثم يُجمع الخليط باستخدام شراب للحصول على عجينة متجانسة.
تُشكل الزهرة عن طريق وضع العجينة في قالب ثم تُترك لترتاح. بالنسبة للتزيين، تُثبت حبات الفستق على الحواف وحبات الصنوبر في الوسط، وتُحيط قاعدة الزهرة بشريط مصنوع من عجينة السكر.